# Юрубчено-Тохомське нафтогазове родовище
Юрубчено-Тохомське нафтогазове родовище — одне з найбільших родовищ Красноярського краю Росії. Належить до Байкитської нафтогазоносної області Лено-Тунгуської нафтогазоносної провінції.
Родовище відкрите в 1982 році за 280 км на південний захід від селища Тура. Як і деякі інші родовища Красноярського краю (наприклад, Куюмбінське та Собінське) пов'язане з докембрійськими відкладеннями Сибірської платформи (резервуар міститься в породах венду та рифею). Колектори — карбонати та пісковики, а також доломіти.
Запаси за російською класифікаційною системою за категоріями С1+С2 складають 237 млн.т нафти та 387 млрд м³ газу.
Освоєння родовища почалось у 2009 році. Станом на 2016-й видобуток знаходився на початковому етапі, коли вивіз продукції відбувається автотранспортом по зимнику, а в літній період продукція накопичується у сховищах. До 2019 року заплановано пробурити 170 свердловин. Розробка ведеться підприємством «Славнефть-Красноярскнефтегаз», що перебуває в спільній власності з рівними долями «Газпромнафти» та «Роснафти».
На першому етапі майже весь попутний нафтовий газ (95 %) використовується на паливні потреби або закачується назад у резервуар. Планується, що після спорудження газопроводу «Сила Сибіру» газ Юрубчено-Тохомського родовища зможе постачатись зовнішнім споживачам.